# Rue Théodore-Hamont
Pour les articles homonymes, voir Hamont (homonymie).
La rue Théodore-Hamont est une voie située dans le quartier de Picpus du 12e arrondissement de Paris.

## Situation et accès
La rue Théodore-Hamont est accessible à proximité par la ligne de métro 8 et la ligne 3a du tramway d'Île-de-France à la station Porte de Charenton.
Elle ne possède qu'un seul immeuble étant au 7 rue Théodore Hamont (ainsi que 7 bis désignant le même immeuble).

## Origine du nom
Elle porte le nom de deux propriétaires locaux, messieurs Théodore et Hamont. 

## Historique
Cette voie située dans l'ancienne commune de Bercy sous le nom de « rue du Cimetière », en raison de la proximité du cimetière de Bercy, est classée dans la voirie parisienne par le décret du 23 mai 1863 et prend le nom de « rue de Gondi » par décret du 24 août 1864, avant de prendre vers 1900 sa dénomination actuelle. 

## Bâtiments remarquables et lieux de mémoire
- La rue longe le cimetière de Bercy.